# Morisima Cukasza
Morisima Cukasza (森島 司) (Szuzuka, 1997. április 25. –) japán válogatott labdarúgó.

## Klub
A labdarúgást a Sanfrecce Hiroshima csapatában kezdte.

## Nemzeti válogatott
2019-ben debütált a japán válogatottban. A japán válogatottban 2 mérkőzést játszott.

## Statisztika
| Japán válogatott | Japán válogatott | Japán válogatott |
| Időszak          | Mérk.            | gól              |
| ---------------- | ---------------- | ---------------- |
| 2019             | 2                | 0                |
| Összesen         | 2                | 0                |